# アルゼンチンの映画
アルゼンチンの映画（アルゼンチンのえいが、スペイン語:Cine de Argentina）は、アルゼンチンで製作された映画や、アルゼンチンの資本によって製作された映画である。映画監督はレオポルド・トーレ・ニルソン、フェルナンド・E・ソラナスといった人物を輩出し、『天使の家』（1957年）、『オフィシャル・ストーリー』（1985年）や『瞳の奥の秘密』（2009年）が国際的な映画賞を受賞するなど、メキシコやブラジルにならぶラテンアメリカの映画大国として発展してきた。映画祭は1950年代からマール・デル・プラタ国際映画祭が開催されており、さらに2000年前後から国際映画祭の設立が相次いで、ブエノスアイレス国際インディペンデント映画祭、コルドバ国際アニメーション映画祭、ブエノスアイレス・ロホ・サングレなど、おおくの都市で国際映画祭が開催されるようになった。しかし、アルゼンチンの映画の歴史は不幸な時期が断続しており、国内で政情不安が起こるたびに映画産業は停滞を強いられ、ときには映画人が投獄されることもあった。